# 三河口水库
三河口水库是中国湖北省黄冈市麻城市三河口镇境内的一座水库，位于举水支流阎家河上，1957年动工修建，1960年8月14日竣工。该水库是一座兼调洪、发电、灌溉、养殖、航运等功能的大（二）型水库，水库正常库容为10000万立方米，平均水深为31.00米，集雨面积为167.7平方千米，海拔为149米。三河口水库设计总库容1.624亿立方米，总投资1840余万元，灌溉面积5万亩。
修建三河口水库正值中国大跃进时期，“五风”（共产风、强迫命令风、瞎指挥风、一平二调风、浮夸风）严重。1960年12月6日，中共湖北省委在麻城县三河口公社开展反“五风”试点工作，麻城县委召开全县干部扩大会议，经过16天整风，麻城县干部“五风”才开始全面刹车。

## 移民安置
三河口水库库区内拆迁房屋3900间，移民587户、2798 人，迁往河南省商城县、安徽省金寨县、麻城福田河区、关厢区平靖乡等地。